# Baltisch voetbalkampioenschap 1931/32
In 1931/32 werd het twintigste voetbalkampioenschap gespeeld dat georganiseerd werd door de Baltische voetbalbond. Hindenburg Allenstein werd kampioen en plaatste zich voor de eindronde om de Duitse landstitel waar de club in de eerste ronde verloor van Eintracht Frankfurt. Viktoria Stolp mocht als vicekampioen ook aantreden en verloor in de eerste ronde van Tennis Borussia Berlin. Het was al van 1922 geleden dat VfB Königsberg zich niet plaatste voor de eindronde. 

## Deelnemers aan de eindronde
| Club                     | Gekwalificeerd als            |
| ------------------------ | ----------------------------- |
| Viktoria Stolp           | Kampioen van Grensmark        |
| VfB Königsberg           | Kampioen van Oost-Pruisen     |
| Danziger SC              | Vicekampioen van Grensmark    |
| SV Hindenburg Allenstein | Vicekampioen van Oost-Pruisen |

## Eindstand
| Plaats | Club                     | Wed. | W | G | V | Saldo | Ptn. |
| ------ | ------------------------ | ---- | - | - | - | ----- | ---- |
| 1.     | SV Hindenburg Allenstein | 6    | 3 | 1 | 2 | 15:15 | 7:5  |
| 2.     | VfB Königsberg           | 6    | 3 | 0 | 3 | 16:14 | 6:6  |
| 3.     | SV Viktoria Stolp        | 6    | 3 | 0 | 3 | 11:14 | 6:6  |
| 4.     | Danziger SC              | 6    | 2 | 1 | 3 | 13:12 | 5:7  |

|  | Kampioen               |
|  | Play-off tweede plaats |

## Wedstrijd om tweede plaats
|            |                   |       |                |        |
| 1 mei 1932 | SV Viktoria Stolp | 1 - 0 | VfB Königsberg | Danzig |
| 1 mei 1932 |                   |       |                | Danzig |